# Базиліка Святого Миколая
Базиліка Святого Миколая (італ. Basilica di San Nicola) — католицька базиліка в місті Барі (Італія). Побудована для зберігання мощей святителя Миколая Мирлікійського, перенесених 1087 року з міста Мири.

## Історія базиліки
Коли 22 травня 1087 мощі святого Миколая привезли в місто Барі, то їхні герцог Рожер I Борса й архієпископ Урсон були в Римі на коронації папи Віктора III. Мощі віддали на зберігання абату бенедиктинського монастиря Іллі. Після повернення архієпископ спробував заволодіти реліквією, що не сподобалося народу. Ілля зміг переконати Урсона відмовитися від своїх намірів, і абатові було доручено звести храм для зберігання мощей.
Місце для будівництва храму вибрали в центрі міста на території «катапенальської цитаделі» (місце для проведення офіційних заходів і церемоній). Землю видав церкві герцог Рожер. 1 жовтня 1089 року базиліку освятив папа Урбан II, а мощі святого Миколая розмістили в її крипті. Незадовго після спорудження церква стала місцем для таких великих історичних подій, як:
- в 1095 році Петро Ам'єнський виступив в ній з проповіддю Першого Хрестового походу;
- в 1098 році в базиліці пройшов церковний собор під головуванням папи Урбана II з питання об'єднання Західної та Східної церков, який не був успішним.

Будівельні роботи тривали до 1105 року. У 1156 році під час захоплення міста Вільгельмом I Злим базиліка постраждала і була відновлена в 1160 році.
Базиліка була придворною капелою імператора Фрідріха II, за Анжуйської династії мала статус палацового храму. Детальний опис стану базиліки в кінці XVII століття можна знайти в подорожніх записках Петра Толстого.
9 квітня 1799 року базиліку розграбували французькі війська.
Великі реставраційні роботи були проведені в 1928—1956 роках. В ході цих робіт під вівтарем базиліки був віднайдений саркофаг-релікварій з мощами Миколая Чудотворця (1951 рік). Він мав форму невеликого кам'яного осуарія з отвором для збору миропомазання. Нині саркофаг знаходиться в крипті церкви, відгороджений від публіки високими залізними ґратами. Доступ до мощей дозволяється тільки організованим групам паломників (за попередньою домовленістю з місцевим церковним начальством).
У 1951 році папа Пій XII нагородив церкву орденом домініканців.
З 1969 року православним надається право служити в крипті базиліки. Раз на тиждень (щочетверга) в основному приміщенні храму відбувається богослужіння «за візантійсько-руським обрядом». Під час богослужіння в четвер залізна решітка відкривається, після служби всі охочі через спеціальне віконце в мармуровому престолі можуть поклонитися мощам.

## Архітектура і внутрішнє оздоблення
Базиліка має три нави довжиною 39 метрів, склепінчастий трансепт довжиною 31,5 метра, нави завершуються апсидами. Ширина центральної нави складає 12,5 метрів, а бокових нав — 6,5. Зовні апсиди закриті прямими стінами з аркадами, що надає храму прямокутну форму. Фасад розділений на три частини пілястрами, з боків має дві вежі, з-поміж яких височить центральне прясло. Вхідний портал прикрашений різьбленням на тему Євхаристії (початок XII століття). Навіс порталу підтримують колони, які спираються на фігури биків, в люнеті поміщений рельєф із сонячною колісницею і тріумфатором, що символізує Ісуса Христа. Фронтон увінчаний крилатим сфінксом.

Базиліка прикрашена скульптурним декором, частина якого (рельєфи, капітелі, карнизи) були запозичені від древніших візантійських будівель. Близько 1130 року було створено престол і ківорій (прикрашений капітелями й ангелами), в середині XII століття з'явився єпископський трон, зроблений зі шматка мармуру.

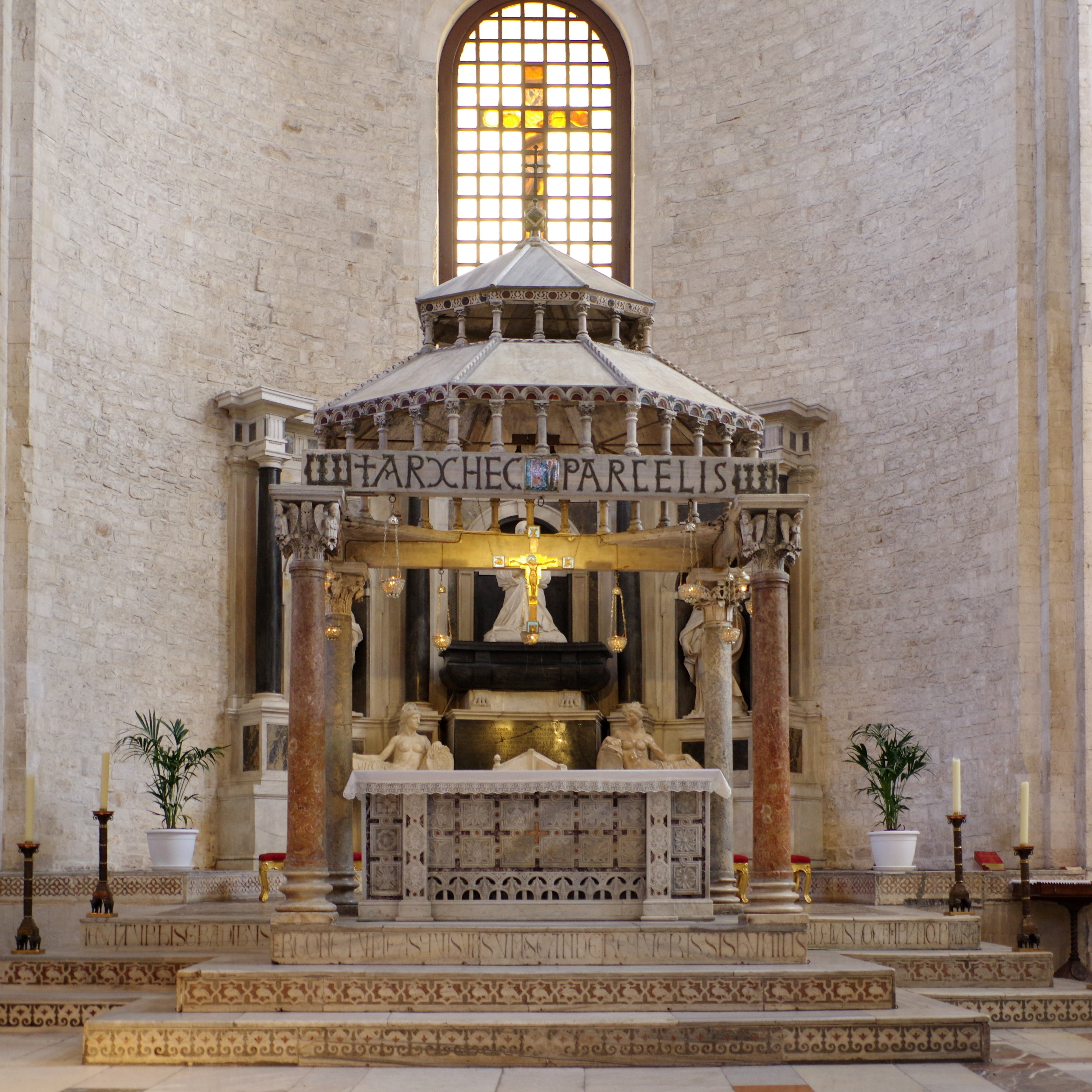
Вівтар і ківорій
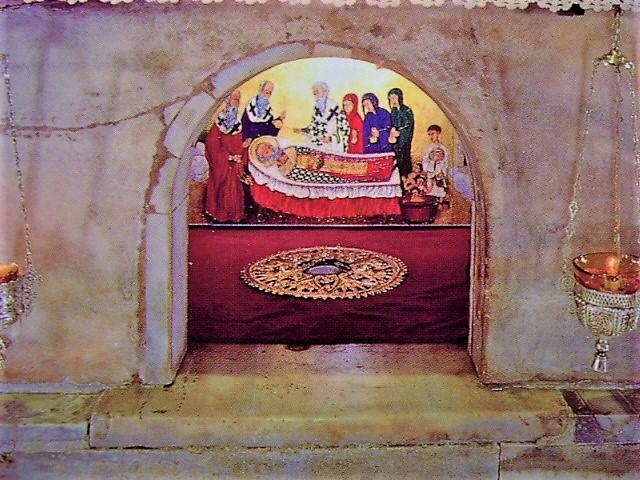
Престол над мощами святителя Миколая
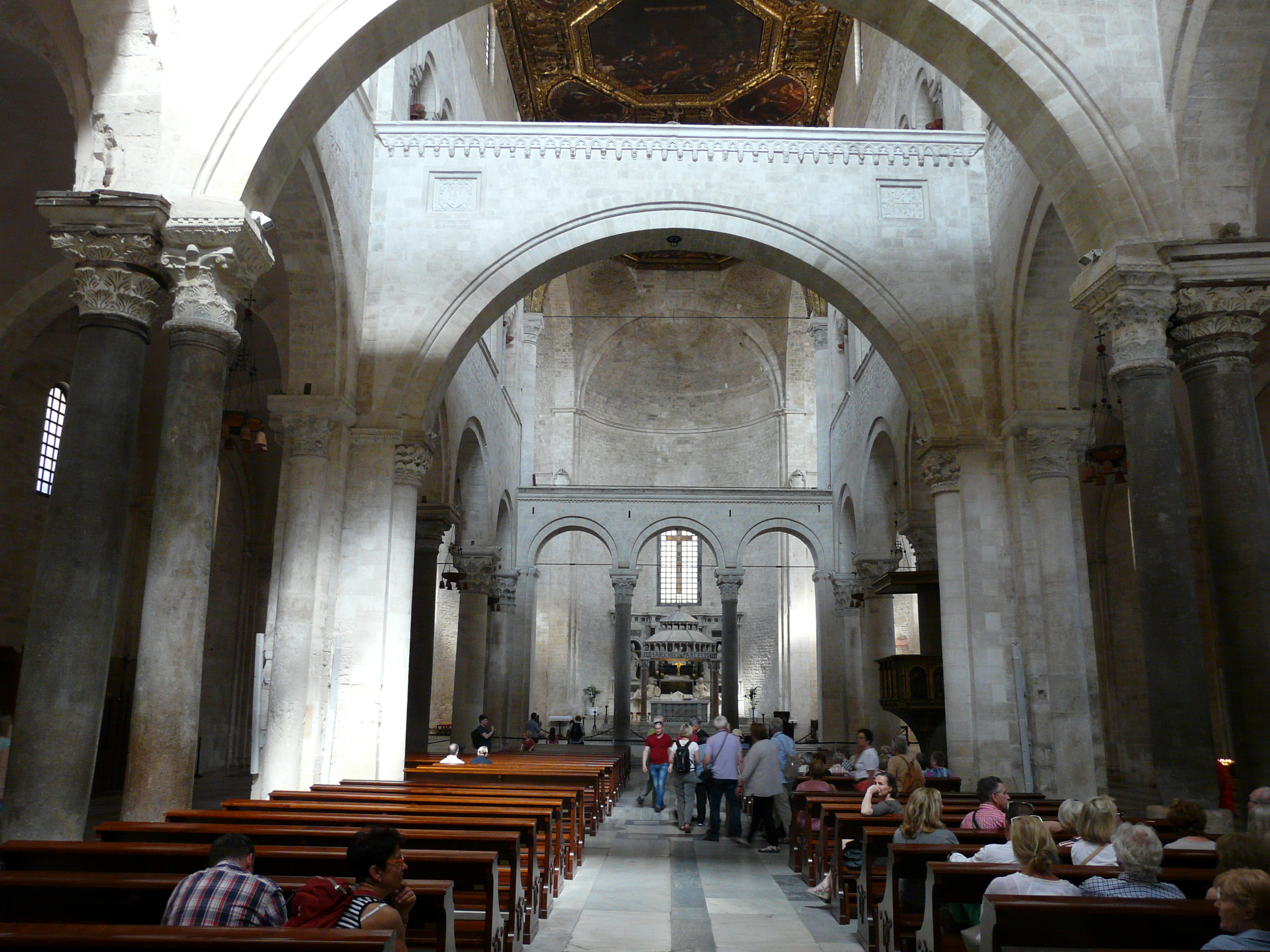
Головна нава базиліки
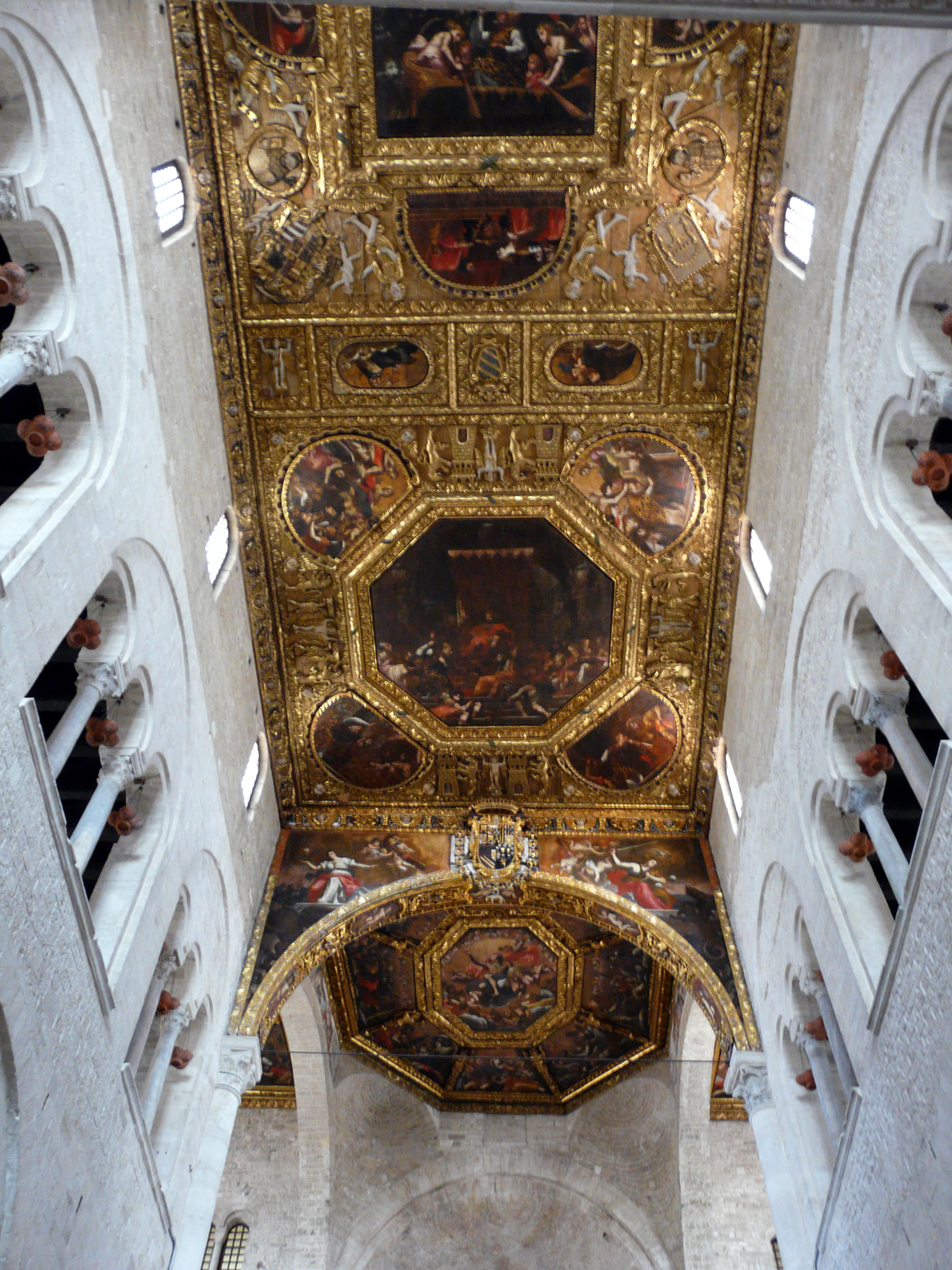
Стеля базиліки
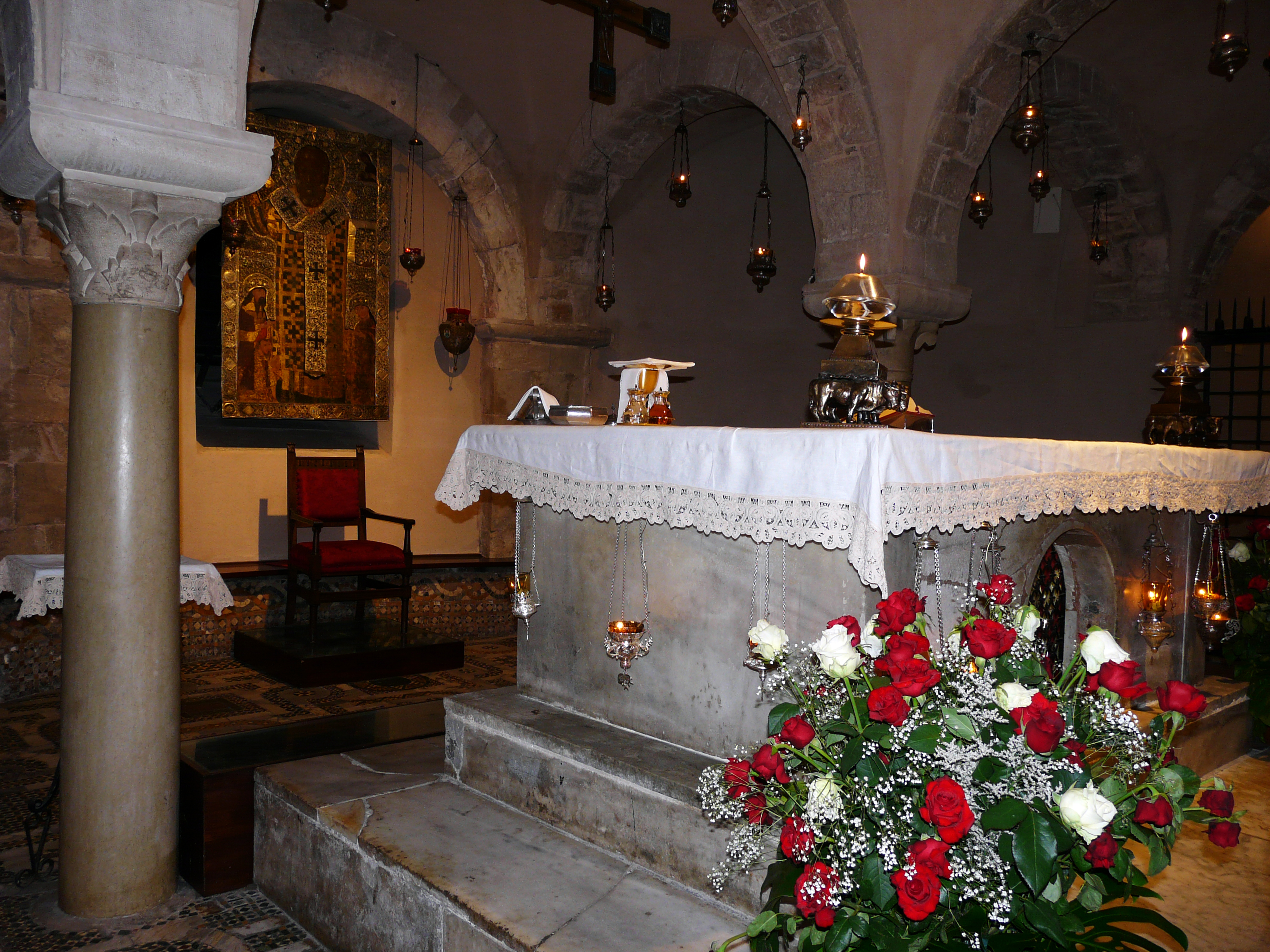
Вівтар і престол над мощами Св. Миколая